# Franz Xaver von Hornstein
Franz Xaver von Hornstein (* 4. Juni 1892 in Pruntrut; † 30. Juni 1980 in Basel) war ein Schweizer katholischer Geistlicher, Pastoraltheologe und Hochschullehrer.

## Leben
Franz Xaver von Hornstein war der Sohn des Juristen Charles von Hornstein und dessen Ehefrau Sophie Thérèse (geb. Cantin).
Er immatrikulierte sich an der Universität Freiburg und studierte Philosophie und Theologie. 1918 erhielt er sein Doktorat mit einer Arbeit über die Mystiker des 14. Jahrhunderts.
1919 erhielt er seine Priesterweihe und wurde Vikar der Kirche St. Joseph in Basel. Von 1927 bis 1942 war er erster Pfarrer der damals neuen, und als erste reine Betonkirche der Schweiz errichteten, Antoniuskirche in Basel. Der Bau wurde in den Anfangsjahren auch in spöttischer Weise als Seelensilo bezeichnet. In dieser Zeit war er von 1937 bis 1942 zugleich Dekan des Kapitels Basel-Stadt.
1942 erfolgte seine Berufung als Professor für Pastoraltheologie an der Universität Freiburg; von 1944 bis 1945 war er Dekan der theologischen Fakultät und von 1960 bis 1962 Rektor der Universität.
1945 gründete er, gemeinsam mit Pius Emmenegger, die Zeitschrift Anima (seit 1966 als Diakonia), die eine stärkere Anlehnung der Pastoraltheologie an Psychologie, Tiefenpsychologie und Humanwissenschaften suchte; die Zeitschrift fusionierte 1970 mit der Zeitschrift Der Seelsorger zu Diakonia / Der Seelsorger. Internationale Zeitschrift für praktische Theologie (1972 Namensänderung in Diakonia. Internationale Zeitschrift für die Praxis der Kirche).

## Auszeichnungen und Ehrungen
- 1940 wurde Franz Xaver von Hornstein der Titel Päpstlicher Geheimkämmerer verliehen.
- 1957 erfolgte seine Ernennung zum Päpstlichen Hausprälaten.

## Werke (Auswahl)
- Les grands Mystiques allemands du XIVe siècle Eckart, Tauler, Suso. [Karlsruhe]: [Impr. Badenia] [1923]. (Thèse Théol. Fribourg, Suisse. 1918).
- Der Kreuzweg unseres Herrn und Heilandes. Basel: Pfarramt St. Anton 1934.
- St. Antonius – Basel. München: Dreifaltigkeitsverlag 1936.
- Wesentliche Seelsorge: Grundlagen und Zeitfragen wirksamer Seelsorge in der Verantwortung der Gegenwart. Luzern: Rex-Verlag 1945.
- Jean-Pierre de Caussade; Maximilian Roesle; Franz-Xaver von Hornstein; Peter Alto: Hingabe an Gottes Vorsehung. Einsiedeln; Köln: Benziger 1945.
- Bekanntschaft und Brautzeit. Olten: Walter, 1950.
- Franz-Xaver von Hornstein; Adolf Faller; Franz von Streng: Vida sexual sana. Madrid; Barcelona: Ed. Daimon 1951.
- Friedrich Dessauer; Franz-Xaver von Hornstein: Seele im Bannkreis der Technik. Olten; Freiburg im Br.: Walter 1952.
- Von der Angst unserer Zeit. Frankfurt am M.: J. Knecht 1954.
- Franz Xaver von Hornstein; Adolf Faller: Gesundes Geschlechtsleben: Handbuch für Ehefragen. Olten: Walter 1955.
- Marie Rüttimann; Johanna Haups; Margrit Niggli-Reich; Franz-Xaver von Hornstein: Sittlich und modern: Reife Jugend, geschlechtliche Probleme. Luzern: Schweizer. Kathol. Frauenbund 1957.
- Franz-Xaver von Hornstein; Adolf Faller: Du und ich: Ein Handbuch über Liebe, Geschlecht und Eheleben. Olten; Freiburg im Br.: Walter 1963.